# Arachnophaga albolinea
Arachnophaga albolinea är en stekelart som beskrevs av Charles Joseph Gahan 1934. Arachnophaga albolinea ingår i släktet Arachnophaga och familjen hoppglanssteklar.
Artens utbredningsområde är Kuba. Inga underarter finns listade.